# Alsodes barrioi
Alsodes barrioi – gatunek płaza bezogonowego z rodziny Alsodidae. Występuje jedynie w Cordillera de Nahuelbuta (środkowe Chile), w pobliżu górskich strumieni. Gatunek zagrożony z powodu wycinania lasów.